# Pseudophrisson
Pseudophrisson is een vliegengeslacht uit de familie van de roofvliegen (Asilidae).

## Soorten
- P. primus Dürrenfeldt, 1968